# Partizan Belgrad (hokej na lodzie)
HK Partizan Belgrad (serb.  XK Партизан Београд) – serbski klub hokejowy z siedzibą w Belgradzie.
W przeszłości trenerem klubu był Polak Henryk Bromowicz.

## Sukcesy
- Złoty medal mistrzostw Jugosławii (7 razy) : 1948, 1951, 1952, 1953, 1954, 1955, 1986
- Złoty medal mistrzostw Serbii (13 razy) : 1994, 1995, 2006, 2007, 2008, 2009, 2010, 2011, 2012, 2013, 2014, 2015, 2016
- Złoty medal Puchar Jugosławii (2 razy) : 1966, 1986
- Złoty medal Puchar Serbii (1 razy) : 1995
- Złoty medal Slohokej Liga (2 razy) : 2011, 2012
- Złoty medal Balkan Liga (1 razy) : 1994